# Station Brignoles
Station Brignoles is een spoorwegstation in de Franse gemeente Brignoles. Het station is gesloten.